# 大亜高速海運

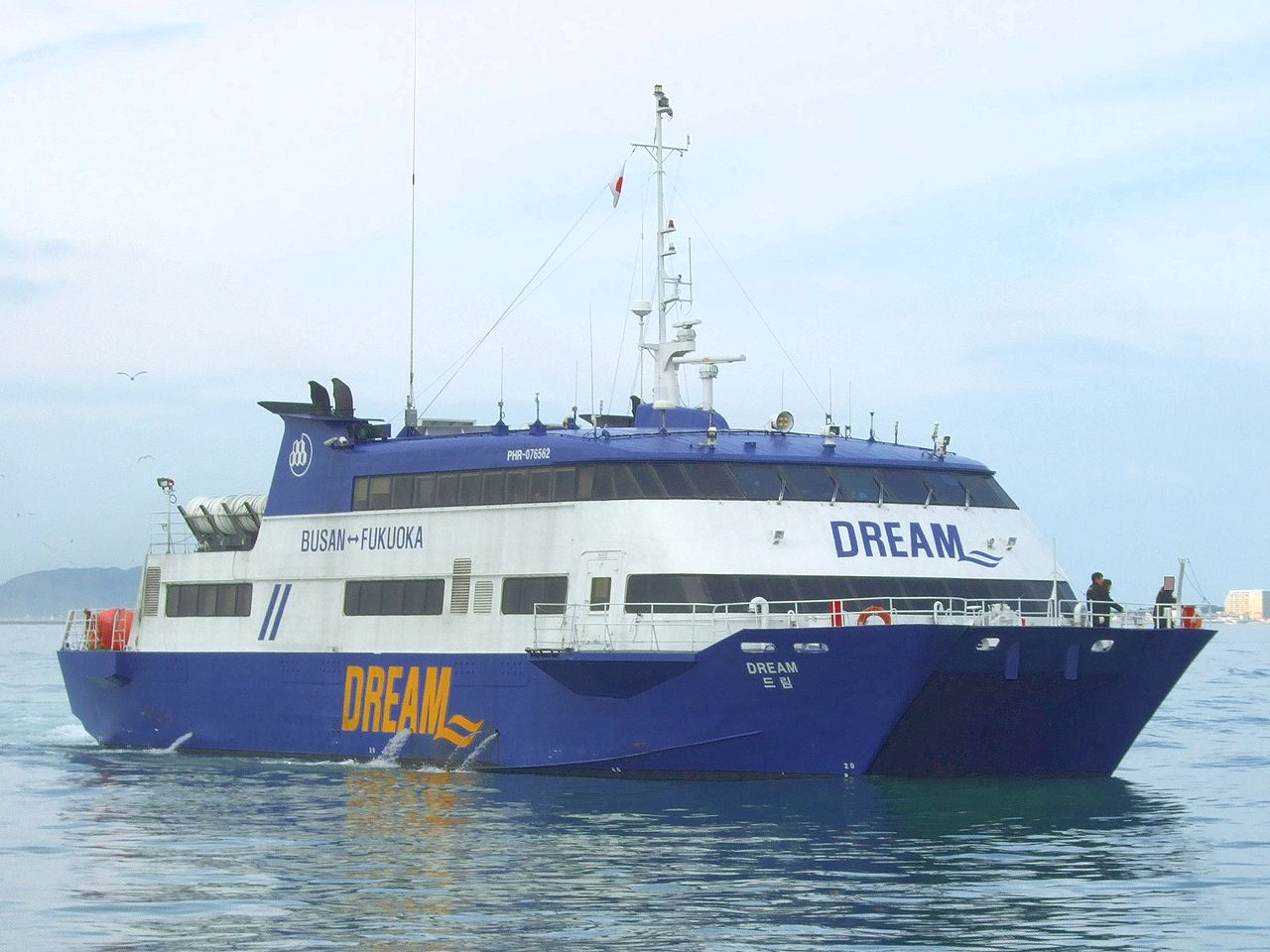
ドリーム号

大亜高速海運（だいあこうそくかいうん）は、大韓民国慶尚北道浦項市に本社を置く海運会社。国際路線として釜山と対馬間および釜山と福岡間ならびに鬱陵島と竹島間を結ぶ航路、そして国内路線として浦項市と鬱陵島を結ぶ航路を運営している。

## 釜山 - 対馬・小倉・福岡航路の沿革
- 2000年4月 対馬（厳原港/比田勝港） - 釜山航路に高速船「シーフラワー号」を就航。
- 2002年7月 小倉 - 釜山航路に高速船「オーシャンフラワー号」を就航。
- 2003年3月 小倉 - 釜山航路運休
- 2006年10月 対馬（厳原港/比田勝港） - 釜山航路に高速船「ドリームフラワー号」を就航。
- 2011年3月 対馬（厳原港/比田勝港） - 釜山航路運休
- 2011年6月 対馬（厳原港/比田勝港） - 釜山航路再開
- 2012年2月 対馬（厳原港/比田勝港） - 釜山航路に高速船「オーシャンフラワー号」を就航。
- 2012年2月10日 福岡 - 釜山航路に高速船「ドリーム号」を就航
- 2013年10月18日 「ドリーム号」を金曜・日曜のみの運航に変更[1]。
- 2014年「ドリーム号」休航[2]。

## 鬱陵島 - 竹島航路について
韓国慶尚北道鬱陵島道洞港から、日本の島根県隠岐の島町の竹島まで、毎日定期船が運航されている。竹島（韓国名：独島）は現在韓国が実効支配しているため、鬱陵島での出国審査やパスポートの検査はなく、竹島到着後に入国手続のようなものも存在しない。竹島到着後、気象条件が許せば、韓国が建設した人工施設である埠頭におよそ20分間上陸できる。日韓間で領土紛争となっている竹島の本体に一般乗船者が足を踏み入れることはできない。
この船は、竹島に駐在する韓国警備隊むけの補給船ともなっている。旅客は国籍を問わず自由に誰でも乗船できるが、日本国外務省は、韓国の入国手続に従った竹島への上陸を自粛するよう日本国民に呼びかけている。ただし、この自粛要請は北方四島に対する場合と異なって閣議了解でなく、むろん法的拘束力はない。
2011年7月から、長崎県と対馬市は同社に対して補助金の支払いを行っているが、竹島を自国領と宣伝して遊覧船を出す韓国の会社に、日本の自治体が補助金を支出することに疑問の声も出ている。

## 船舶
- 高速船
  - ドリーム号（303t、定員300名） 釜山 - 福岡航路
  - オーシャンフラワー号(445t、定員445名) 釜山 - 対馬航路
  - シーフラワー号(445t、定員445名) 鬱陵島 - 竹島航路、墨湖 - 鬱陵島航路
  - サンフラワー号(2,394t、定員920名) 浦項 - 鬱陵島航路

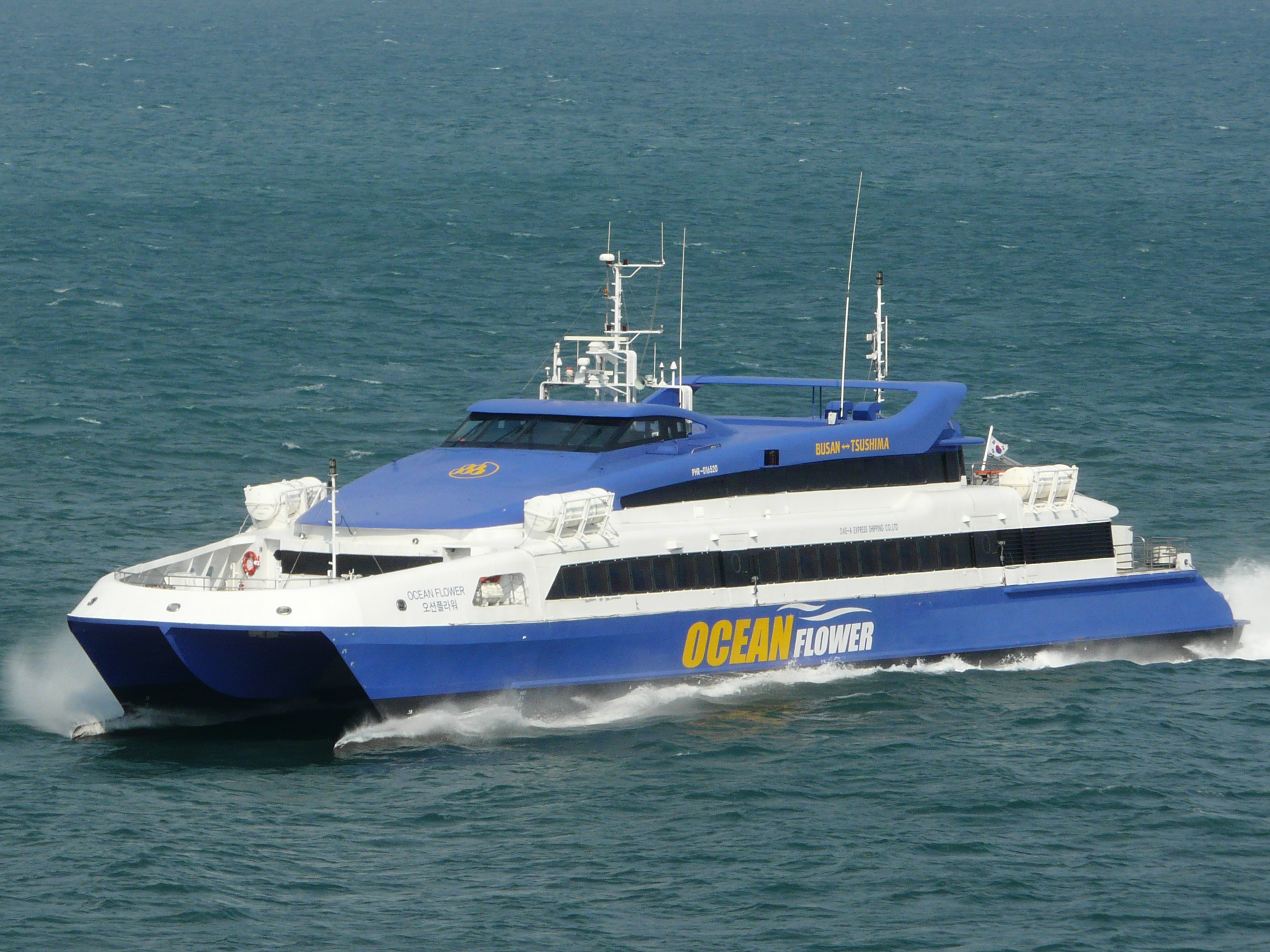
オーシャンフラワー号
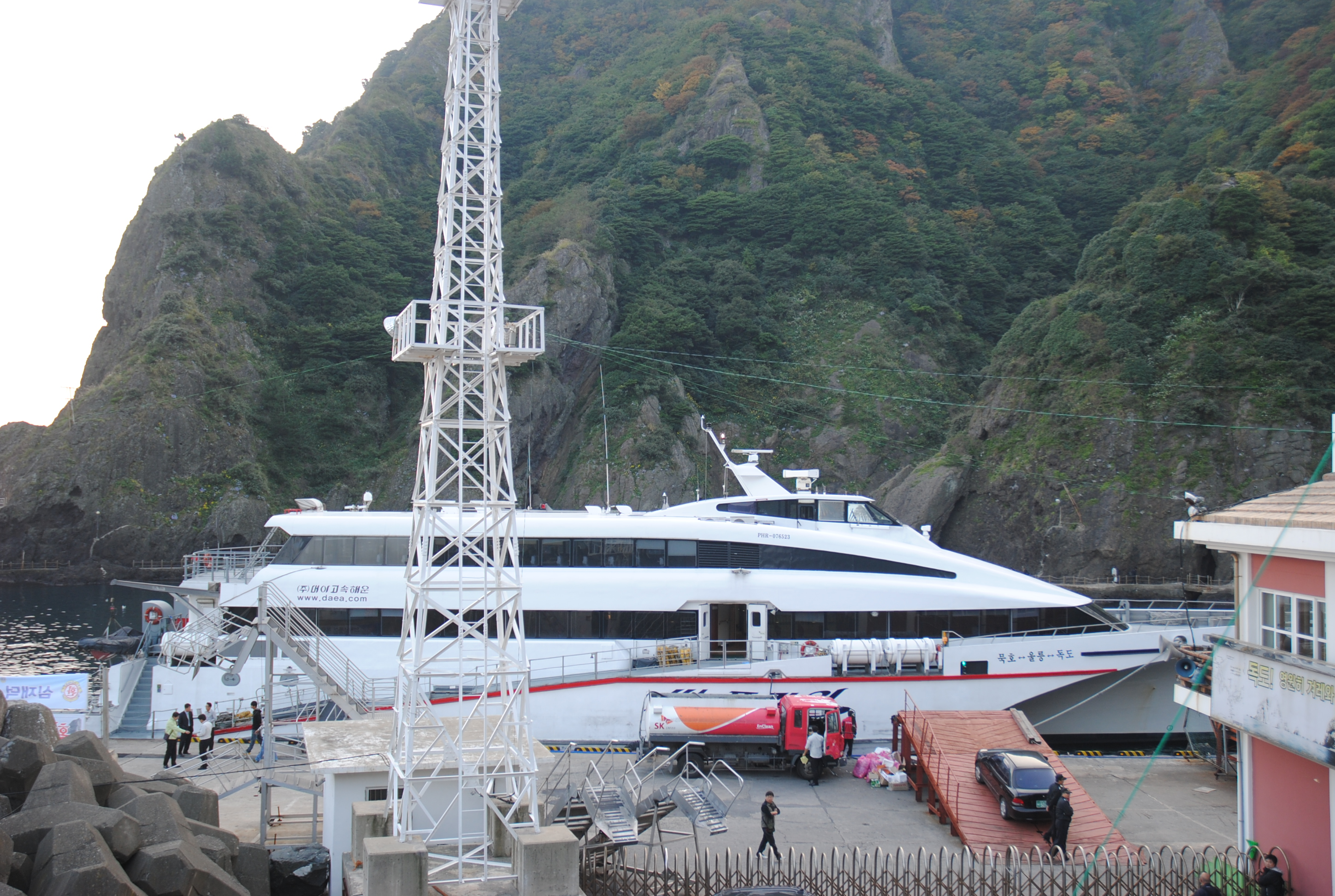
シーフラワー号